# Přelouč
Přelouč (deutsch Prelauc, Pritzland, Pschelautsch, auch Przelautsch) ist eine Stadt in Tschechien. Sie liegt 15 Kilometer westlich von Pardubice und gehört dem Okres Pardubice an. Historisch gehörte es zum altböhmischen Chrudimer Kreis.

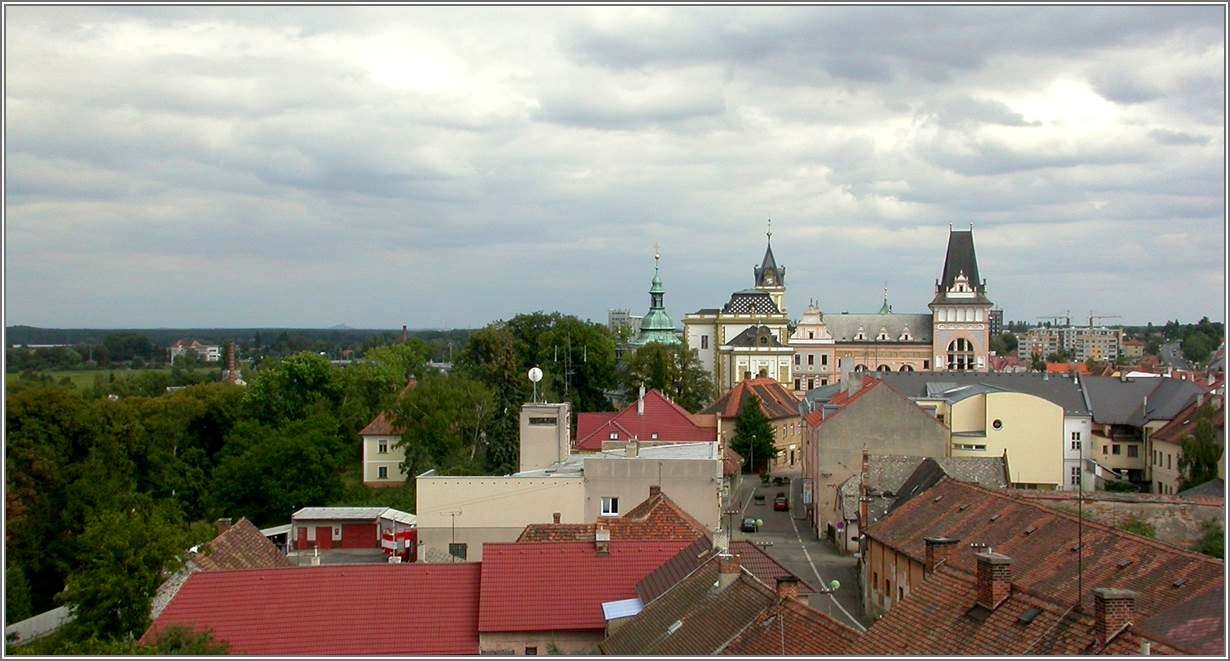
Stadtpanorama

## Geschichte
Přelouč wird erstmals 1086 als Stiftungsbesitz des Benediktinerklosters Opatowitz erwähnt. 1261 erteilte Přemysl Ottokar II. dem Kloster ein Stadtprivileg für Přelouč. Die Opatowitzer Mönche gründeten Ende des 14. Jahrhunderts in Přelouč eine Propstei. Während der Hussitenkriege wurde Přelouč 1421 von einem Heer des ostböhmischen Adligen Johann Městecký von Opočno verwüstet, der auf Seiten der kaiserlichen Adelspartei kämpfte. Zusammen mit den ehemaligen Klostergütern gelangte Přelouč um die Mitte des 15. Jahrhunderts an Georg von Podiebrad. Dessen Söhne Heinrich d. Ä. und Heinrich d. J. verpfändeten 1482 Přelouč mit den benachbarten Dörfern Veliká Lhota, Malá Lhotka, Jankovice, Kozašice und Škudly dem Stephan Anděl von Ronovec (Štěpan Anděl z Ronovce), von dem es sein gleichnamiger Sohn erbte. Er verkaufte Přelouč am 11. September 1518 dem Wilhelm II. von Pernstein. 1560 wurde Přelouč königliche Kammerherrschaft und 1580 durch Kaiser Rudolf II. zur königlichen Kammerstadt erhoben.
Im 17. und 18. Jahrhundert stagnierte die wirtschaftliche Entwicklung. Erst mit dem Anschluss an die Eisenbahnstrecke Prag – Olmütz setzte ein wirtschaftlicher Aufschwung ein. 1850–1960 war Přelouč Bezirksstadt.
Als einziges großes Industrieunternehmen hat Kiekert CS s.r.o. seinen Sitz in Přelouč. Das 1993 gegründete Tochterunternehmen des in Heiligenhaus ansässigen Automobilzulieferers Kiekert AG, hat sich zum größten Werk der Kiekert-Gruppe mit ca. 1.700 Mitarbeitern entwickelt.

## Gemeindegliederung
Die Gemeinde besteht aus den Ortsteilen Přelouč, Klenovka, Lhota u Přelouče, Lohenice, Mělice, Škudly, Štěpánov und Tupesy.

## Söhne und Töchter der Stadt
- Stanislav Brebera (1925–2012), Chemiker, Erfinder des Semtex
- František Dvořák (1862–1927), Maler
- František Filipovský (1907–1993), Schauspieler
- Thomas von Přelouč (Tomáš Tůma Přeloučský; 1440–1518), Bischof der Unität der Böhmischen Brüder
- Henriette Rettich (1815–1854), böhmisch-deutsche Koloratursopranistin
- Rudolf Wolkan (1860–1927), Literaturhistoriker, Hochschullehrer

## Sehenswürdigkeiten
- Marktplatz mit Häusern aus dem 19. Jahrhundert
- Pfarrkirche St. Jakob. An der Außenseite der Apsis finden sich Wetzrillen, die eine kultische Bedeutung gehabt haben.
- Bauten nach Entwurf des Architekten Rudolf Kříženecký:
  - Evangelische Kirche (1905)
  - Gebäude der Bürgerlichen Darlehenskasse (Občanská záložna) (1900)
  - Diviš’s Villa (Vila Ing. Diviše)